# Gana (shivaísmo)
En el hinduismo, los ganás son los asistentes del dios Shivá y viven en la morada de este, en el monte Kailasa.

## Nombre
- gaṇá, en el sistema AITS (alfabeto internacional para la transliteración del sánscrito).
- गण, en escritura devanagari del sánscrito.
- Pronunciación: /ganá/.[1]
- Etimología:[1]
  - Ya en el Rig-veda (el texto más antiguo de la India, de mediados del II milenio a. C.), ganá significaba ‘manada, tropa, multitud, número, tribu, serie, clase (de seres animados o inanimados), cuerpo de seguidores o asistentes’. Todavía no se relacionaba con el dios Shivá, que aún no existía. (Había un prototipo de dioses muy violentos y peligrosos, llamados Rudras, pero que aún no tenían una hueste de dioses seguidores).
  - tropas de deidades inferiores (especialmente algunas tropas de semidioses considerados como asistentes del dios Shivá y bajo la supervisión especial del dios Ganesha; aparecen por primera vez en las Leyes de Manu
  - un solo asistente de Shivá; según el Brijat-samjitá de Varaja Mijira, el Kathá-sarit-ságara y el Raya-taramguini 3,270
  - Nombre del dios Ganesh
  - una compañía, cualquier asamblea o asociación de hombres formados para la consecución de los mismos objetivos; según las Leyes de Manu, Iagñavalkia y el Jitopadesha.
  - las nueve asambleas de rishís bajo el arjat Majavirá; según textos yainas.
  - una secta en una doctrina religiosa; según el sanscritólogo británico Wilson.
  - una pequeña tropa de soldados (igual a 3 gulmas o 27 cuadrigas y 27 elefantes, 81 caballos y 135 soldados de a pie); según el Majábharata (texto épico-religioso del siglo III a. C.) 1, 291.
  - una serie o grupo de asterismos o mansiones lunares clasificados bajo tres cabezas (la de los dioses, la de los hombres, y la de los raksasas); según Wilson.
  - un número; según lexicógrafos
  - (en métrica) un pie o cuatro instantes (chandas)
  - (en gramática) una serie de raíces o palabras que siguen la misma norma, y nombrada de acuerdo con la primera palabra de la serie (por ejemplo, ad-ādi, la raíz ad y toda la serie de raíces de segunda clase: garga-adi, la palabra Garga y toda la serie de palabras que comienzan con Garga: Gargamuni, Gargacharia, etc.; srivasa-adi, la persona Srivasa y toda la serie de personas lideradas por él).
  - m. un grupo particular de himnos saman; según Latiaiana 1, 6, 5, y el Ioga-iatra (8, 7) de Varaja Mijira.
  - m. una especie de perfume; según lexicógrafos.
  - m. vāch (es decir, ‘una serie de versos’)
  - m. Nombre de un autor.

## Mitos
Shivá eligió a su hijo con cabeza de elefante como líder de los ganás. Desde entonces fue llamado Ganesha (gaṇá-īśa: ‘líder de los gaṇa’) o Ganápati (‘señor de los gaṇa’).
En el hinduismo, los bhuta-ganá son los fantasmas y monstruos asistentes de Shivá, que residen en lugares relacionados con el inframundo, como cementerios y crematorios. Los bhutaganá también asisten a Shivá en el monte Kailash. 
La leyenda de la creación de Virabhadra a partir de las rastas de Shivá, y de cómo asesinó a Daksha (el suegro de Shivá).
El político nacionalista Thakur Deshraj (1903-1970) creía que estos mitos se habían originado en un clan de yatas (castas) ksudrakas, asociados con málavas, llamados shivá, que habrían tenido una especie de república democrática administrada por ganá-tantra (red grupal).
El monte Kailasa recibe el nombre de Ganá Parvata (el monte de los ganás).

## Lista de ganás
A los ganás se les llama también parivara-devatá o ‘formación de dioses’, nueve grupos de deidades del panteón del Rig-veda, que con el paso de los siglos fueron convertidos en el séquito de asistentes de Shivá y que por lo general eran dirigidos por Ganesha o Andhakoy.
- Abhasuari o Abhasuara (‘brillante’): un grupo de 64 dioses menores mencionados por primera vez por el gramático Panini (fl. siglo IV a. C.).
- Aditiás: un grupo de dioses (en el Rig-veda son 7, en el período épico el número aumentó a 12), los hijos de Aditi y Kasiapa.
- Ánil: el antiguo dios del viento. También se le considera uno de los Vasus. Ánil pertenece a las deidades ganás, que informa y ayuda a Ganesha.
- Vasu: un grupo de ocho (o a veces diez) deidades mencionadas en los Vedas y los Puranas.
- Visuadevas: un grupo de dioses del Rig-veda, liderados por el dios Indra.
- Majaráyiki: un grupo de dioses menores del Rig-veda, el número general podría llegar a 250.
- Rudras: un grupo de dioses del Rig-veda, dioses de la tormenta, el viento, el relámpago y el trueno. En el período épico se los igualaba a los 11 Maruts: Aya-Ekapada, Ajir Budhnia, Nirriti Jara, Isuará, Bhuvana, Angaraka, Ardhaketu, Mritiu, Sarpa, Kapalin (existen otras versiones de esta lista).
- Sadhu: personificación de los ritos y oraciones del Rig-veda.
- Tushitas: un grupo de dioses menores del Majábharata. Por lo general, su número es de 12 (según el Majábharata) o 36 (según lexicógrafos), a veces se los identifica con los 12 aditiás. Según el Vaiú-purana, eran hijos del patriarca Prayápati y de la diosa Tushita.

A veces en la lista de ganás también se incluye:
- Ribhú: un grupo de dioses que causan fertilidad y riqueza.[4]
- Marutas: dioses de la tormenta, el viento, el relámpago y el trueno.

## Los ganás en el yainismo
Las ganás, gandharvas, siddhas y santos [...] se dedican a pronunciar las alabanzas infinitas al Inaccesible e Insondable. [...] Los ganas y los gandharvas fueron emancipados a través del recuerdo del Nombre del Señor
Gurú-granth-sahib